# Dave Allen (acteur)
Pour les articles homonymes, voir Dave Allen et Allen.
David Tynan O'Mahoney plus connu sous son nom d'artiste Dave Allen (né le 6 juillet 1936 à Tallaght en Irlande et mort le 10 mars 2005 à Londres au Royaume-Uni), est un acteur et humoriste irlandais.
Sur scène, avec un verre d'eau posé sur la table à côté de lui, il jure souvent dans ses plaisanteries - pour en renforcer l'efficacité et la drôlerie - et la fin de ses spectacles, dit toujours : « Que votre Dieu soit avec vous ». 